# Pseudostenopsyche sugens
Pseudostenopsyche sugens is een schietmot uit de
familie Stenopsychidae. De soort komt voor in het Neotropisch gebied.